# YesterMorrow
YesterMorrow ist ein 2D-Scrolling Jump ’n’ Run, das vom slowakischen Studio Bitmap Galaxy entwickelt und von Blowfish Studios am 5. November 2020 für Microsoft Windows, Nintendo Switch, PlayStation 4 und Xbox One veröffentlicht wurde. Bei seiner Veröffentlichung erhielt das Spiel allgemein positive Kritiken auf PC, PlayStation 4 und Xbox One, aber negative Kritiken für Nintendo Switch aufgrund von technischen Problemen.

## Spielmechanik
Der Spieler übernimmt die Kontrolle über Yui und muss durch verschiedene Umgebungen springen, klettern und rennen, um Gegner zu besiegen und Ewiglicht, eine mysteriöse Energiequelle, die für besondere Fähigkeiten genutzt wird, zu sammeln. Im Laufe des Spiels schaltet der Spieler weitere Fähigkeiten frei und kann so neue Bereiche in früheren Orten erreichen. Außerdem kann der Spieler mit NSCs sprechen, Tiere zum Streicheln finden und an bestimmten Punkten im Spiel in die Vergangenheit oder die Zukunft reisen. Je weiter der Spieler in der Geschichte voranschreitet, desto mehr Hintergrundinformationen werden freigeschaltet, um mehr über die Welt und ihre Bewohner zu erfahren.

## Handlung
Ruis Welt wurde zerstört und ihre Familie entführt. Um sie zu retten, muss sie sich auf eine Reise durch die vier Inseln begeben, die Wald-, Wüsten-, Eis- und Uhrwerk-Umgebungen umfassen. Auf ihrer Reise sammelt sie Ewiglicht und kämpft gegen die Schatten und andere Feinde. Um alles wieder in Ordnung zu bringen, muss der sogenannte Leiter repariert werden. Abhängig von der Komplettierung kann eines von zwei Enden freigeschaltet werden.

## Entwicklung
Das Spiel wurde von Bitmap Galaxy entwickelt und von Peter Jánošík, Jorge Rosique Contreras, und Lubos Lednar programmiert. Es wurde am 5. November 2020 von Blowfish Studios gleichzeitig auf allen Plattformen veröffentlicht. Außerdem wurde es in China von Gamera Game und in anderen asiatischen Ländern von ORENDA veröffentlicht.
In einem Interview gaben die Entwickler als Inspiration ältere Nintendo-Titel wie Super Mario und Donkey Kong Country an, während andere Teile des Spiels von modernen Titeln wie Celeste, TowerFall, The Messenger, SteamWorld Dig, Hollow Knight und Timespinner inspiriert wurden.
Das Spiel wurde auf Englisch geschrieben und von der Lokalisierungsgruppe Warlocs ins Französische, Deutsche, Spanische und Russische übersetzt. Die Finanzierung wurde vom Slovak Arts Council unterstützt.

## Rezeption
Laut dem Review-Aggregator Metacritic erhielt YesterMorrow für PC und Xbox One „gemischte oder durchschnittliche Bewertungen“ basierend auf jeweils 5 Rezensionen und „allgemein negative Bewertungen“ für Nintendo Switch basierend auf 9 Rezensionen.
Screen Rant gab der Nintendo Switch-Version eine negative Bewertung von 2 von 5 Sternen und sagte: „Wenn die Probleme in YesterMorrow behoben werden, dann wäre es ein anständiges, wenn auch unambitioniertes Spiel. So wie es jetzt ist, sind die technischen Probleme so störend, dass wir es in seiner jetzigen Form nicht empfehlen können. Über den einen oder anderen Fehler kann man bei einem Titel während des Veröffentlichungsfensters hinwegsehen, aber die Probleme in YesterMorrow sind so tiefgründig, dass sie das gesamte Erlebnis untergraben.“
PC Invasion bewertete die PC-Version positiv mit 8,5 von 10 Punkten: „YesterMorrow ist ein durch und durch unterhaltsamer, herausfordernder 2D-Plattformer mit exzellenter Pixelgrafik und vielen bekannten Tropen. Niemand wird von der Story oder der Einzigartigkeit des Spiels beeindruckt sein, aber das durchweg starke Spieldesign und die gute Steuerung machen es trotzdem spielenswert.“